# نیروی هوایی سلطنتی مالزی
نیروی هوایی سلطنتی مالزی (مالایی: Tentera Udara Diraja Malaysia; TUDM) نیروی هوایی زیرمجموعه نیروهای مسلح مالزی است، که در سال ۱۹۵۸ تأسیس شد.